# Броненосные крейсера типа «Джузеппе Гарибальди»
 Бронено́сные крейсера́ ти́па «Джузе́ппе Гариба́льди» — серия из 10 броненосных крейсеров, построенных в Италии в 1894—1905 годах. Корабли данного типа входили в состав ВМС Аргентины, Испании, Италии и Японии. Принимали участие в испано-американской, русско-японской, итало-турецкой и первой мировой войнах.

## История создания
В 1892 году главный конструктор итальянского флота Бенедетто Брин выдвинул техническое задание на создание боевого корабля среднего тоннажа, который мог бы выполнять задачи крейсера и броненосца. Решение было найдено в соединении конструктивных черт более ранних броненосных крейсеров типа «Пизани» (быстроходные и хорошо бронированные, но слабовооружённые) и только что заложенных броненосцев типа «Филиберто», от которых новый тип кораблей унаследовал две уменьшенные орудийные башни главного калибра и характерный симметричный силуэт с единственной мачтой между двух широко расставленных труб. Детальную разработку проекта вёл Эдуардо Масдеа, ранее разрабатывавший проект крейсеров «Пизани».
В 1894 году на верфи фирмы «Ансальдо» в Генуе был заложен головной крейсер серии, получивший имя «Джузеппе Гарибальди». Корабли предназначались для нужд итальянского флота, однако неплохие боевые качества при умеренной стоимости (порядка 700 тысяч фунтов) и быстрых темпах строительства делали их привлекательными для экспортных продаж, особенно если заказчик стоял перед возможностью скорой войны. В результате все первые пять крейсеров серии ещё до окончания строительства были проданы иностранным государствам — четыре корабля приобрела Аргентина, готовящаяся к решению территориального конфликта с Чили, один — Испания, которой угрожала война с США.
Три последующих крейсера серии, заложенные в 1898 году, вошли в состав итальянского флота. Предполагалось строительство для итальянских ВМС ещё четырёх крейсеров, но в 1901 году их постройку отменили, так как данный тип боевых кораблей считался уже устаревшим. Тем не менее в 1902 году фирма «Ансальдо» получила от Аргентины заказ на строительство ещё двух крейсеров типа «Гарибальди». После аннулирования заказа «Ансальдо» предложила два крейсера России, но, несмотря на выгодность покупки практически готовых кораблей в виду явной близости войны с Японией, русское военно-морское ведомство отказалось от этого. В конце 1903 года крейсера были приобретены не упустившей своего шанса Японией.

## Конструкция
Крейсера типа «Джузеппе Гарибальди» имели в целом одинаковую конструкцию, отличаясь в основном только составом вооружения и двигательной установкой. Первые пять кораблей серии имели проектное водоизмещение 6775 т., последующие три (для итальянского флота) — 7240 т., последние два (японские «Ниссин» и «Касуга») — 7700 т.

### Корпус
Стальной корпус корабля был относительно широкий по сравнению к длине (6:1), расширяющийся в центральной части. Корабль был низкобортным (в носовой части — 5,8 м), с таранным форштевнем и гладкой палубой. Над центральной массивной надстройкой возвышалось две дымовые трубы и единственная мачта с боевыми марсами. Перед передней трубой располагались главные посты управления — боевая рубка и над ней — штурманская и рулевая рубки, соединенные надпалубными переходами с кормовым мостиком за задней трубой.

### Двигательная установка
Два винта приводили в движение две паровые машины тройного расширения, изготовленные в Италии по британским лицензиям. На трёх первых кораблях серии было установлено по 8 огнетрубных цилиндрических котлов; на пяти последующих — более прогрессивные водотрубные котлы систем Никлоса или Бельвиля (от 16 до 24). На двух кораблях второй серии по настоянию заказчиков-аргентинцев вернулись к более простым огнетрубным котлам. В кораблях с цилиндрическими котлами свежий пар в каждый из главных механизмов подавался через детандер, в котором давление понижалось с 14,5 атм в главном паропроводе до 10,5 атм на входе в паровую машину.

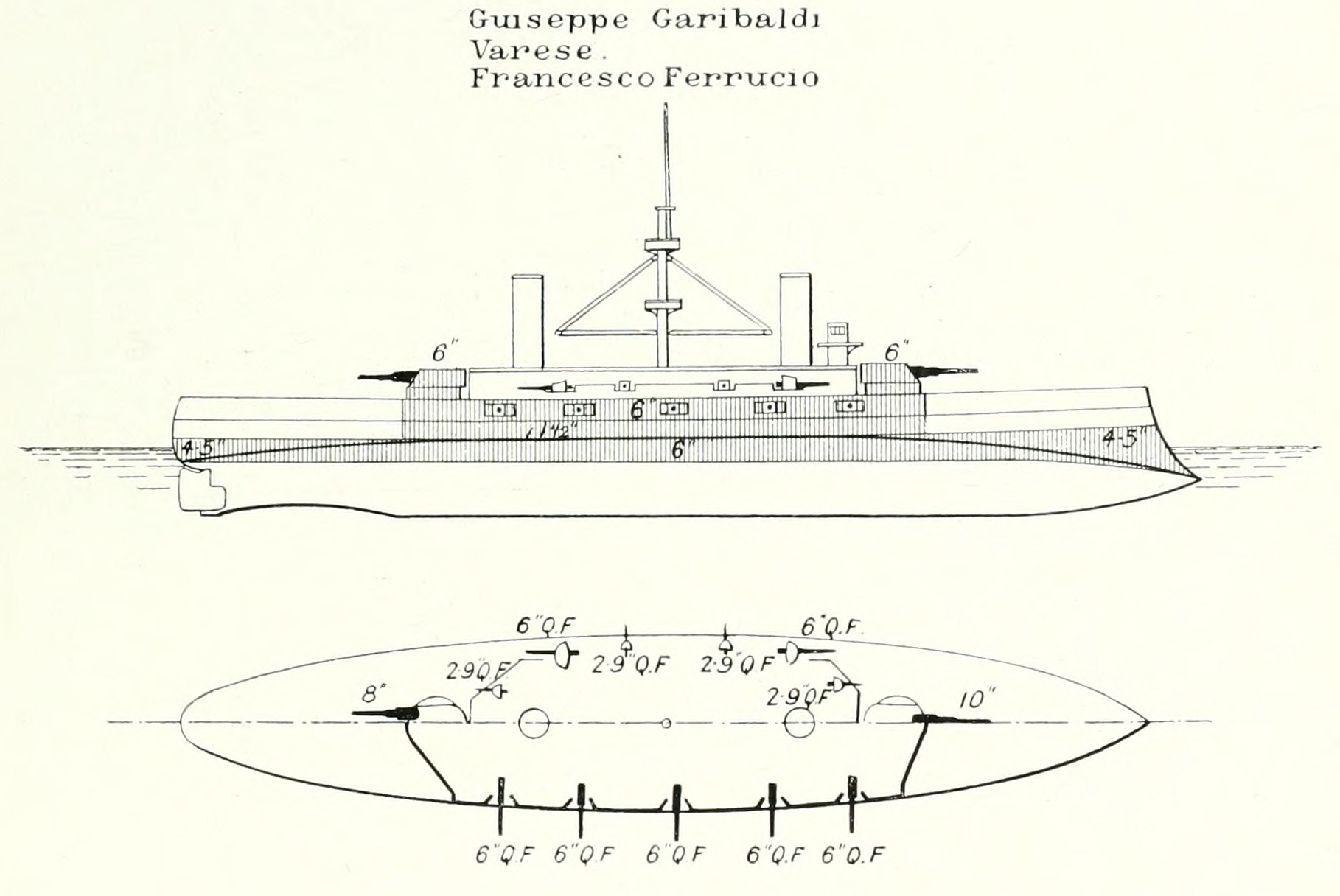
Схема крейсера «Джузеппе Гарибальди»: артиллерия и броня

Мощность двигательной установки составляла при естественной тяге 8 тыс. л. с., что давало 18 узлов, а при форсированной тяге 13 тыс. л. с. и 20 узлов, что для тогдашних крейсеров считалось уже не очень хорошим ходом. Практически же скорость крейсеров не превышала 19,5 узлов. Проектный нормальный запас угля на первых пяти кораблях составлял 400 т., максимальный 1000 т., что давало дальность плавания экономным 10-узловым ходом соответственно 2000 и 4800 миль — приемлемо для Средиземноморья, но недостаточно для океанского плавания. На последующих пяти кораблях серии мощность машин была увеличена до 13,5 тыс. л. с., запас угля возрос до 650 т (нормальный) и 1200 т (максимальный).
Машины приводили в движение два изготовленных из «дельта-металла» (сплав, составленный из 56 частей меди, 40 частей цинка, 1 части стали и 1 части свинца) четырёхлопастных (на японских крейсерах — трехлопастных) винта.

### Бронирование
Первые три крейсера получили итальянскую броню, цементированную и закаленную по образцу английской гарвеевской стали; броня последующих кораблей была обработана по образцу крупповской стали, что увеличивало её прочность. Бронирование крейсеров было умеренной толщины, но прикрывало значительную часть корпуса. Это предполагало защиту прежде всего от скорострельной артиллерии средних калибров, которой тогда предполагали решающее значение в бою. Броневой пояс шириной в 3 м шел вдоль ватерлинии по всей длине судна. Толщина брони составляла в центре корпуса 6 дюймов (152 мм), в оконечностях — 3 дюйма. В центральной части корпуса над броневым поясом борт корабля до верхней палубы защищала 6-дюймовая броня каземата орудийной батареи среднего калибра, прикрытого спереди и сзади 5-дюймовыми траверсами. Главный калибр крейсера защищала броня орудийных башен, органы управления — броневая рубка. Броневая палуба имела толщину 22-37 мм. Дополнительную защиту давали расположенная над скосами бронепалубы коффердамы с углем. Для защиты батарейного каземата от попаданий сверху на последних крейсерах серии под центральной надстройкой дополнительно устанавливалась верхняя 40-мм броневая палуба

### Вооружение
Главный калибр крейсеров составляли 254-мм (10-дюймовые) или 203-мм (8-дюймовые) орудия фирмы Армстронг соответственно в одноорудийных или двухорудийных носовой и кормовой башнях. Из первых пяти кораблей серии три были вооружены двумя 10-дюймовками, один — четырьмя 8-дюймовками. Приобретённый испанцами крейсер «Кристобаль Колон» должен был быть вооружён двумя 240-мм орудиями фирмы Канэ (Франция), но погиб до их установки. Три последующих корабля, построенные для итальянского флота, получили комбинированное вооружение главного калибра — носовая башня с 10-дюймовым и кормовая с двумя 8-дюймовыми орудиями. Такое же вооружение имел приобретённый Японией крейсер «Касуга», а у другого японского крейсера «Ниссин» обе башни были с 8-дюймовыми орудиями.
У всех крейсеров в батарейном каземате помещалось по десять 152-мм (6-дюймовых) орудий Армстронга — по пять на каждый борт. Так как каземат был простой конструкции, крайние орудия не могли вести огонь на нос и корму. Кроме того из-за низкого расположения батарейных орудий они могли вести только при отсутствии на море сильного волнения. На верхней палубе устанавливалось открыто ещё четыре 152-мм или шесть 120-мм орудий. 6-дюймовки на верхней палубе имел один крейсер из первых пяти кораблей серии (аргентинский «Генерал Бельграно») и все последующие пять кораблей.
Вспомогательная малокалиберная артиллерия размещалась в основном на мостиках и боевых марсах. Её составляли десять 57-мм (на первых пяти кораблях серии) или 76-мм орудий (на последующих пяти крейсерах), также имелось от шести до двенадцати 37-мм или 47-мм скорострельных орудий. Минное вооружение состояло из четырёх поворотных бортовых 457-мм торпедных аппаратов.

## Представители
| Название              | Страна    | Год введения в строй | Верфь               | Орудия главного и среднего калибров  | Котлы         |
| --------------------- | --------- | -------------------- | ------------------- | ------------------------------------ | ------------- |
| «Гарибальди»          | Аргентина | 1896                 | «Ансальдо», Генуя   | 2 × 254-мм; 10 × 152-мм; 6 × 120-мм  | 8 огнетруб.   |
| «Сан-Мартин»          | Аргентина | 1898                 | «Орландо», Ливорно  | 4 × 203-мм; 10 × 152-мм; 6 × 120-мм  | 8 огнетруб.   |
| «Кристобаль Колон»    | Испания   | 1897                 | «Ансальдо», Генуя   | 10 × 152-мм; 6 × 120-мм              | 8 огнетруб.   |
| «Генерал Бельграно»   | Аргентина | 1898                 | «Орландо», Ливорно  | 2 × 254-мм; 14 × 152-мм;             | 8 огнетруб.   |
| «Пуэйрредон»          | Аргентина | 1898                 | «Ансальдо», Генуя   | 2 × 254-мм; 10 × 152-мм; 6 × 120-мм  | 16 Бельвиля   |
| «Джузеппе Гарибальди» | Италия    | 1901                 | «Ансальдо», Генуя   | 1 × 254-мм; 2 × 203-мм; 14 × 152-мм; | 21 Никлоса    |
| «Варезе»              | Италия    | 1901                 | «Орландо», Ливорно  | 1 × 254-мм; 2 × 203-мм; 14 × 152-мм; | 24 Бельвиля   |
| «Ниссин»              | Япония    | 1904                 | «Ансальдо», Генуя   | 4 × 203-мм; 14 × 152-мм;             | 8 огнетрубных |
| «Касуга»              | Япония    | 1904                 | «Ансальдо», Генуя   | 1 × 254-мм; 2 × 203-мм; 14 × 152-мм; | 8 огнетрубных |
| «Франческо Феруччо»   | Италия    | 1905                 | Гос. верфь, Венеция | 1 × 254-мм; 2 × 203-мм; 14 × 152-мм; | 24 Никлоса    |

## Служба

### В испанском флоте

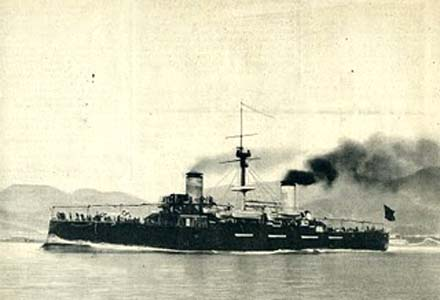
Крейсер «Кристобаль Колон»

«Кристобаль Колон» — 3-й по счёту в серии крейсер-«гарибальдиец» — был приобретен Испанией в 1896 году ещё на стапели в ситуации нарастания угрозы войны с США. К моменту начала испано-американской войны на крейсере не была завершена установка орудий главного калибра. Тем не менее, он вышел в поход к берегам Кубы в составе эскадры адмирала Паскуаля Серверы и принял участие в решающем сражении при Сантьяго-де Куба 3 июля 1898 года.
В ходе боя, несмотря на отсутствие орудий главного калибра, «Колон» проявил себя лучше трёх других испанских крейсеров. Крейсера испанской постройки, не способные вести эффективный огонь, сами оказались легко уязвимыми для вражеских разрывных снарядов, тогда как «Кристобаль Колон» получил лишь незначительные повреждения и добился нескольких результативных попаданий в американские корабли. Тем не менее, из-за падения скорости «Колон» не смог оторваться от преследования и был вынужден выброситься на берег и спустить флаг. При попытке американцев стащить его с мели, крейсер перевернулся и затонул.

### В японском флоте

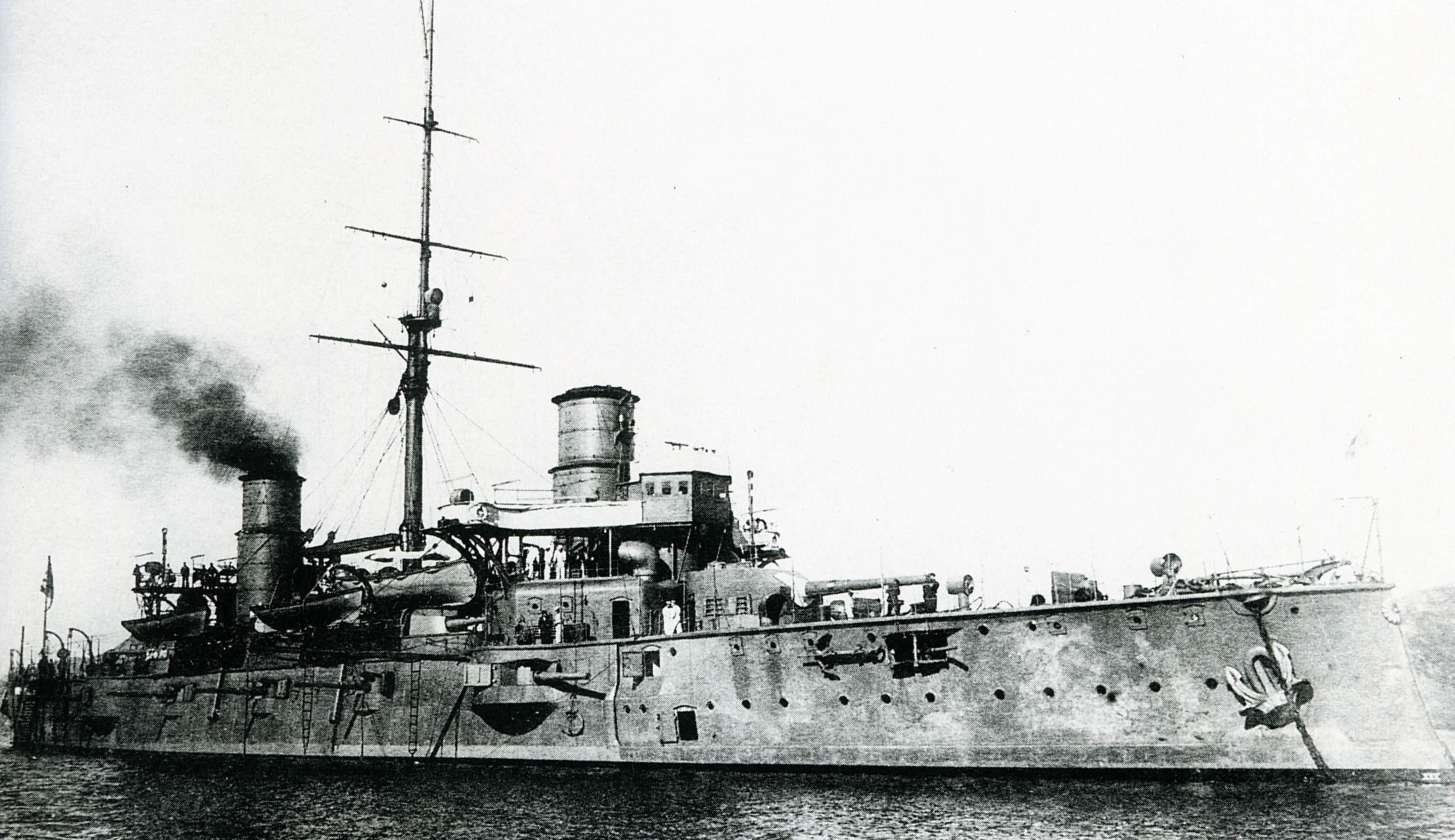
Крейсер «Касуга»

Япония приобрела два крейсера типа «Джузеппе Гарибальде» — «Ниссин» и «Касугу» в декабре 1903 года — в канун русско-японской войны 1904—1905 годов. Уже в апреле 1904 года они были включены в состав боевых сил японского флота. Японцы пришли к выводу о нецелесообразности использовать тихоходных «гарибальдийцев» в составе своего соединения броненосных крейсеров более передовых типов. «Ниссин» и «Касуга» привлекались для обстрелов русских позиций у Порт-Артура (10-дюймовка «Касуги» была самым дальнобойным орудием на японском флоте), а при появлении в море русского флота включались в состав основной эскадры броненосцев адмирала Хэйхатиро Того, восполняя в линии потерянные в мае 1904 года на русских минах броненосцы «Ясима» и «Хацусэ». «Ниссин» при этом становился кораблем младшего флагмана 1-го боевого отряда.
Вместе с японскими броненосцами «Ниссин» и «Касуга» принимали участие в решающих морских сражениях войны — в Жёлтом море 10 августа 1904 года и при Цусиме 27 мая 1905 года. В этих сражениях крейсера показали высокую скорострельность и результативность своего огня, хотя высокий темп стрельбы приводил к взрывам собственных снарядов в стволах орудий. В Цусимском сражении «Ниссин» таким образом потерял три 8-дюймовых орудия из четырёх. Крейсера показали и свою уязвимость для крупнокалиберной артиллерии русских кораблей. Тем не менее, даже получив несколько попаданий 12-дюймовыми снарядами, крейсера-«гарибальдийцы» не покидали строя эскадры.

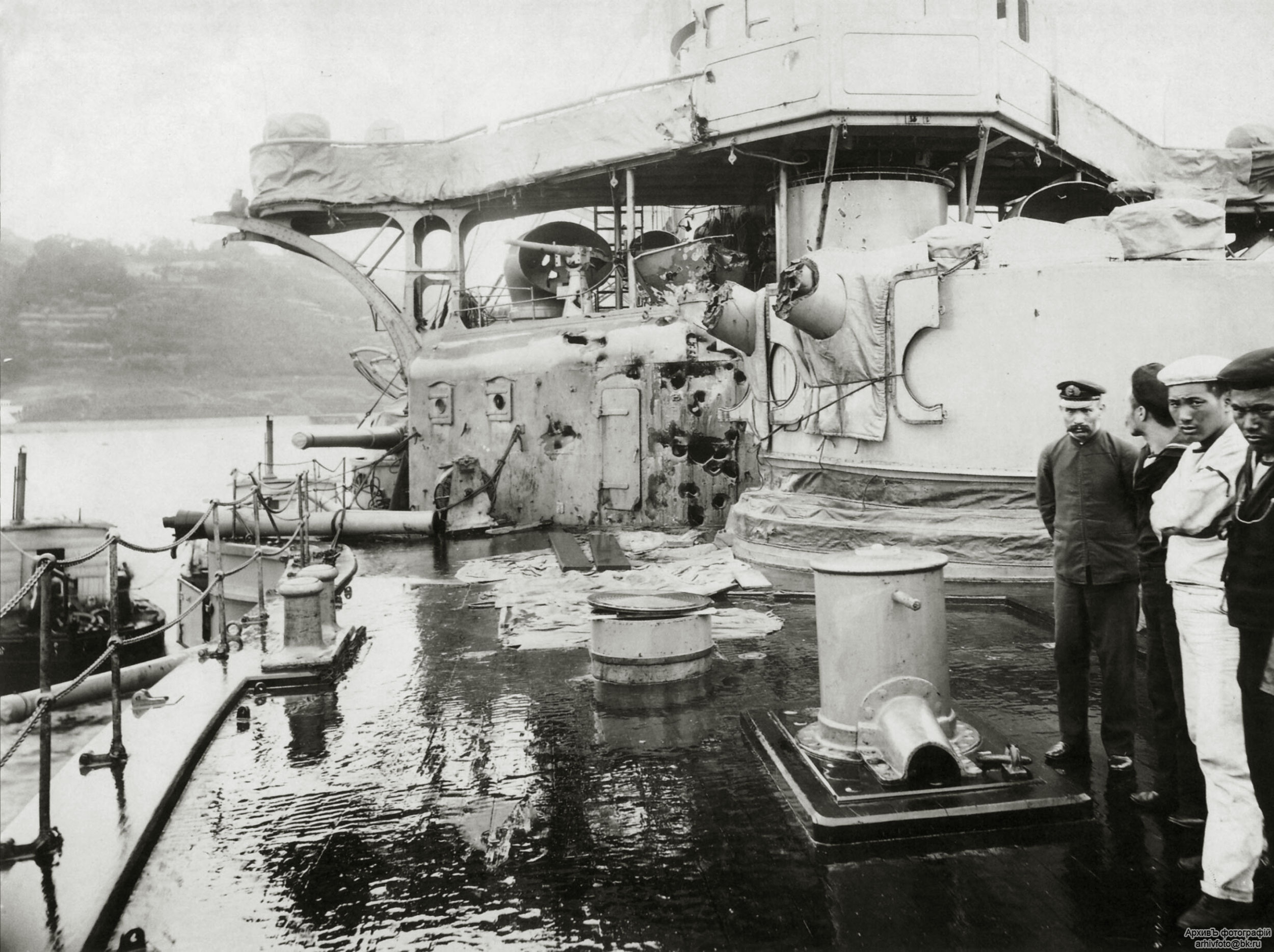
Орудийная башня крейсера «Ниссин» после Цусимского сражения

После русско-японской войны старые огнетрубные котлы на «Ниссине» и «Касуга» были заменены на более современные водотрубные японского производства. Во время Первой мировой войны «Ниссин» действовал на Тихом океане (участие в преследовании германской Восточно-Азиатской крейсерской эскадры), а в 1917 году был направлен на Средиземное море для борьбы с немецкими и австро-венгерскими подлодками.
В 1925 году «Касуга», а в 1927 году «Ниссин» были переведены в разряд учебных судов. В 1935 году «Ниссин» исключили из списков флота и сделали опытным судном. В 1936 году оно было использовано в качестве мишени при испытании новых систем орудий и потоплено их огнём. «Кассуга» продолжал службу до 1942 года, когда его превратили в блокшив. В 1945 году он был потоплен при американском авианалете.

### В итальянском флоте
Италия смогла оставить себе только 6-й, 7-й и 8-й по времени закладки крейсера-«гарибальдийцы». Строительство последнего из них — «Франческо Ферручо» — шло на государственной верфи в Венеции и введение в строй затянулось до середины 1905 года, когда крейсера данного типа воспринимались уже как полностью устаревшие. В 1909 году все три однотипных итальянских крейсера-«гарибальдийца» — «Джузеппе Гарибальди», «Варезе» и «Феруччо» — вошли в состав резервной дивизии и в дальнейшем действовали в основном вместе.

Крейсер «Джузеппе Гарибальди» в окраске до 1906 г.

Во время итало-турецкой войны 1911—1912 годов крейсера-«гарибальдийцы», образовавшие вместе со старым крейсером «Марко Поло» и канонеркой 2-ю дивизию 2-й эскадры Соединенного флота Италии, действовали у побережья Северной Африки. Они безнаказанно с большой дистанции обстреливали береговые укрепления Триполи в сентябре и Тобрука в декабре 1911 года. В феврале 1912 года «Гарибальди» и «Феруччо» атаковали отряд турецких кораблей в Бейруте, потопив канонерку (старый малый броненосец) «Авни-Иллах» и миноносец «Анкара». В апреле 1912 года крейсера обстреливали турецкие позиции у Дарданелл.
Во время Первой мировой войны, в которую Италия вступила в 1915 году, соединение итальянских крейсеров-«гарибальдийцев» (вместе со старым крейсером «Витторио Пизани») участвовало в обстрелах побережья Австро-Венгрии близ Рагузы. 18 июля 1915 года во время очередного обстрела приморской железной дороги крейсер «Джузеппе Гарибальди» был торпедирован австрийской подводной лодкой U-4 и затонул через несколько минут. «Феруччо» в дальнейшем использовался для охраны коммуникаций итальянских войск в Албании, а «Варезе» находился в небоеспособном состоянии на базе в Бриндизи. С 1919 года «Варезе» был переведен в разряд учебного судна, а в 1923 году исключён из списков флота и сдан на слом. В 1924 году был переведён в учебные суда «Ферручо». В 1929 году его разоружили, а на следующий год исключили из списков флота.

### В аргентинском флоте
Аргентина располагала самым большим числом крейсеров-«гарибальдийцев», стремясь в условиях конфликта с Чили сформировать свой флот из однотипных броненосных кораблей. В конце 1896 года в Буэнос-Айрес прибыл головной корабль серии «Гарибальди», а в течение 1898 года в Аргентину пришли крейсера «Сан-Мартин», «Генерал Бельграно» и «Пуэйрредон». С 1902 года в Италии по аргентинскому заказу велось строительство ещё двух крейсеров — «Ривадавия» («Митре») и «Морено» («Рока») (будущие «Ниссин» и «Касуга»). Однако после заказа Чили в Англии двух быстроходных броненосцев — «Конститусьон» и «Либертад» (будущие «Свифшур» и «Трайэмпф»), способных эффективно бороться с «гарибальдийцами», Аргентина пошла на дипломатическое урегулирование конфликта и оба заказа были аннулированы.
Соединение из 4 броненосных крейсеров типа «Джузеппе Гарибальди» продолжало оставаться основной боевой силой аргентинского флота, хотя к 1910 году «Гарибальди» мог ходить только на 14 узлах, «Пуэйрредон» — на 16. В 1915 году Аргентина получила заказанные в США дредноуты «Ривадавия» и «Морено», и встал вопрос о судьбе устаревших крейсеров. В 1917 году «Гарибальди», а в 1920 году «Сан-Мартин» были переведены в учебные суда. В 1932 году их переквалифицировали в корабли береговой обороны, а в 1935—1936 годах исключили из списков флота. «Гарибальди» был разобран, а корпус «Сан-Мартина» до 1947 года использовался в качестве понтона.
Находившиеся в более хорошем техническом состоянии «Генерал Бельграно» и «Пуэйрредон» прошли в 1926—1930 годах серьёзную модернизацию. Им заменили котлы на 8 новых с нефтяным отоплением. Вместо прежних были установлены новые трёхногие мачты. Были сняты 6-дюймовые орудия каземата вместе с защищавшей их бортовой бронёй. Среднекалиберная артиллерия теперь состояла из шести новых 152-мм орудий, установленных на верхней палубе. Также было установлено и несколько зенитных орудий. Однако и после модернизации корабли не могли использоваться для крейсерской службы. В 1933 году «Бельграно» стал базой подводных лодок типа «Санта-Фе», «Пуэйрредон» считался кораблем береговой обороны, а в 1941 году был переведён в учебные суда. В 1947 году «Бельграно» был исключён из списков флота и отдан на слом. «Пуэйрредон» продолжал службу до 1954 года, когда был исключён из списков флота и отправлен своим ходом для разборки в Японию.

## Общая оценка проекта
В 90-е годы в Италии был создан тип сравнительно небольшого броненосного крейсера. От современных ему английских и французских кораблей он отличался более сильным вооружением и защитой. Для этого пришлось уменьшить количество топлива, что сокращало дальность плавания, так что итальянские крейсера были пригодны только для ограниченных морских театров.
При сравнительно небольшом для кораблей своего класса водоизмещении «гарибальдийцы» обладали боевой мощью, соответствующей гораздо более крупным крейсерам. При этом, однако, крейсера типа «Гарибальди», которые должны были сочетать в себе достоинства крейсеров и броненосцев, реально не обладали ни теми, ни другими. Для крейсеров у «гарибальдийцев» была недостаточная скорость, малая дальность и плохая мореходность; для участия в сражении с линейными силами данный тип мало подходил из-за тонкого бронирования, не защищавшего от крупнокалиберных снарядов. Фактически крейсера типа «Гарибальди» стали недорогими заменителями больших броненосных кораблей, что определило их экспортную популярность у небогатых государств. Однако в эпоху дредноутных флотов «гарибальдийцы» могли использоваться лишь для ограниченных задач эскорта транспортов, береговой обороны или обстрелов малоукрепленного вражеского побережья; служить стационерами в отдаленных колониальных портах или, наконец, учебными судами. Но содержать для этого броненосные крейсера было, конечно, уже слишком дорого.
Итальянские броненосные крейсера, можно назвать этапными кораблями в военно-морской истории. Они являлись быстроходным крылом своих главных сил, что дает повод считать их родоначальниками нового класса боевых кораблей — класса линейных крейсеров. Из сравнения наступательных и оборонительных качеств броненосных крейсеров видно несомненное преимущество «Гарибальди» в пересчёте на единицу водоизмещения (а следовательно, и стоимости). Итальянский проект превосходит по этому параметру даже японские броненосные крейсера.